# Bembidion manningense
Bembidion manningense är en skalbaggsart som beskrevs av Carl Hildebrand Lindroth. Bembidion manningense ingår i släktet Bembidion och familjen jordlöpare. Inga underarter finns listade i Catalogue of Life.